# Socijaldemokratska stranka Austrije
Socijaldemokratska stranka Austrije (njemački:Sozialdemokratische Partei Österreichs ili SPÖ)  jedna je od najstarijih politički stranki u Austriji. SPÖ je jedna od dvije glavne stranke u Austriji, koja je poznata po snažnim vezama s radničkim sindikatima i Austrijskom radničkom komorom (Arbeiterkammer).
SPÖ je nastala udruživanjem raznih socijalističkih i anarhističkih skupina u austrijskom dijelu Austro-Ugarske. Proces koji je neformalno započeo još 1874. završen je prvim kongresom, a njegov završetak 1. siječnja 1889. smatra se kao datum osnivanja stranke.
Godine 1896. iz stranke se izdvojila Jugoslovenska socijaldemokratska stranka, koja je djelovala u Sloveniji, Istri i Dalmaciji.
SPÖ, koja se orijentirala prema socijaldemokraciji, vrlo brzo nametnula se kao vodeća radnička stranka, a 1911. imala je najviše mjesta u carskom parlamentu. Godine 1914. poput mnogih socijaldemokratskih stranaka, podržala je ulazak svoje države u prvi svjetski rat. Lijevo krilo stranke protivilo se ratnoj politici. Međutim, krajem 1918. bila je ključna u događajima, koji su nakon raspada Austro-Ugarske od Austrije načinili republiku. U prvim godinama nove republike, SPÖ je pod nazivom SDAPÖ vladala u koaliciji s centrističkim Kršćanskim socijalistima, ali je stranka zabranjena nakon nemira veljače 1934. godine u kojima je sudjelovala i njena stranačka policija Republikanski zaštitni savez (Republikanischer Schutzbund). 
SPÖ je postala legalna tek 1945. godine. Otada je često na vlasti, obično u velikoj koaliciji s demokršćanskom Narodnom strankom. 
Na izborima 10. listopada 1971. za Nacionalno vijeće SPÖ prvi put je dobila više od 50 posto glasova.
Do 1991., nosila je ime Socijaldemokratska radnička stranka Austrije Sozialdemokratische Arbeiterpartei Österreichs, SDAPÖ, od 1888. do 1945., a poslije Socijalistička stranka Austrije Sozialistische Partei Österreichs.
Na izborima u jesen 2006. osvojila je najviše glasova te je zajedno s Narodnom strankom formirala koalicijsku vladu.
Iz redova ove stranke je jedan gradišćanski Hrvat, Fred Sinowatz, postao austrijskim ministrom nastave i kulture te austrijskim kancelarem od 1983. do 1986. godine.